# Albert Grzesinski
Albert Karl Wilhelm Grzesinski (né le 28 juillet 1879 à Treptow an der Tollense sous le nom d'Albert Ehlert et mort le 31 décembre 1947 à New York) est de 1926 à 1930, en tant que membre du cabinet Braun III (de), ministre de l'Intérieur de l'État libre de Prusse.

## Biographie

### Famille et éducation
Grzesinski est le fils illégitime de la femme de chambre berlinoise Berta Ehlert et du compagnon boucher Albert Lehmann. Il grandit avec ses grands-parents à Treptow jusqu'à ce que sa mère épouse le charron de Spandau Thomas Grzesinski en 1884, puis à Spandau avec sa mère et son beau-père, qui l'ont adopté en 1892. Albert Grzesinski y étudie à l'école primaire jusqu'en 1893. Il apprend ensuite le métier de presse à métaux à Berlin.
En 1897, il devient membre de la Fédération allemande des travailleurs de la métallurgie (DMV) au sein de l'ADGB. En 1898, il rejoint le parti social-démocrate. En tant que fonctionnaire syndical, il déménage à Offenbach-sur-le-Main, où il est président du SPD local de 1903 à 1907.

### Responsable syndical, président du conseil et parlement de l'État
En 1906, il devient secrétaire du DMV à Offenbach. En 1907, il s'installe à Cassel, où il est secrétaire du DMV jusqu'en 1919 et président d'un cartel syndical de 1918 à 1919. Il y organise également la fusion de diverses associations de consommateurs. Pendant les années de guerre, il acquit une certaine réputation et reconnaissance grâce à son travail socio-politique. Ainsi, après la fin de la Première Guerre mondiale, il est élu au Conseil des ouvriers, paysans et soldats de Cassel et en devient le président, acquérant une certaine influence à Cassel et dans le nord de la Hesse.
Pendant la Révolution de novembre, Grzesinski se range très tôt du côté des représentants de l'ordre ancien. Alors il s'assure le 14 novembre pour l'hébergement, la protection et l'accueil solennel de Paul von Hindenburg et de son commandement suprême de l'armée à Cassel et assure dans un message de bienvenue publié par la presse locale que "la population civile et militaire de Cassel ne lui témoignera que des sentiments de révérence et de respect et qu'il sera en sécurité contre tout harcèlement ». Pour ne pas fâcher Hindenburg, les membres des Conseils d'ouvriers et de soldats ont troqué à cette occasion leurs brassards rouges contre des noirs et blancs.
Dans le mouvement de conseil qui suit, Grzesinski soutient sans réserve le Conseil des commissaires du peuple. Il est ainsi élu au Conseil central, qui est formé lors du 1er Congrès des conseils du Reich (de) (du 16 au 21 décembre 1918) et 2e Congrès du Conseil impérial (du 3 au 14 avril 1919) chacun a été formé. Début janvier 1919, Grzesinski se prononce pour la répression militaire du soulèvement spartakiste à Berlin. De 1919 à 1924, il siège au conseil municipal de Cassel, d'abord comme conseiller municipal, puis comme président de l'assemblée. Il est également député de l'Assemblée constituante de l'État libre de Prusse de 1919 à 1921, puis du Parlement de l'État libre de Prusse de 1921 à 1933.

### Carrière dans l'État prussien
Sa carrière de fonctionnaire débute le 16 juin 1919, date à laquelle il est nommé sous-secrétaire d'État au ministère prussien de la Guerre. Il occupe ce poste jusqu'au 10 novembre 1919. Lorsqu'il a présenté la proposition de démobilisation rapide, dans laquelle il offre d'être l'exécuteur testamentaire, il est nommé commissaire du Reich à l'Office de liquidation du Reich. Il occupe ce poste de novembre 1919 à mars 1921.
En 1920, il décline le poste de ministre de la Défense du Reich parce qu'il connait l'esprit de corps de la Reichswehr et ses effets. Il reste donc avocat stagiaire de 1921 à 1922 au ministère du Travail du Reich. De novembre 1922 à mars 1924, il est président de l'Office de la police d'État prussien. Lorsque ce poste est supprimé, il assumé la fonction de chef de la police de Berlin du 16 mai 1925 au 6 octobre 1926. Lorsque, entre avril et mai 1926, un coup d'État de droite menace la République, il dénonce publiquement ce danger.

### Ministre de l'Intérieur
Lorsque le ministre prussien de l'Intérieur Carl Severing démissionne pour raisons de santé le 6 octobre 1926, pendant l'Exposition internationale de la police de Berlin (de),  qu'il a largement initiée, Grzesinski est désigné comme son successeur. Au ministère de l'Intérieur, il obtient la démission du secrétaire d'État Friedrich Meister (de) (DVP) au ministère de l'Intérieur et le remplace par le directeur du département de la police, le Dr Wilhelm Abegg. Le poste d'Abegg est occupé par le conseiller ministériel Erich Klausener. Le nouveau chef de la police de Berlin est Karl Zörgiebel (de). Son mandat officiel commence le 7 janvier 1927 et prend fin le 28 février 1930.
En tant que ministre de l'Intérieur, il tente d'introduire les idées de la démocratie dans la gestion du ministère. Pour ce faire, il encourage également les sociaux-démocrates à occuper des postes officiels. En outre, il impose l'abolition des districts de domaine en Allemagne de l'Est par une loi du 27 décembre 1927. Ce vestige du système féodal a jusqu'alors donné aux propriétaires fonciers l'autorité administrative sur leurs terres, de sorte que la population rurale qui y réside n'a pas le droit de vote au niveau communal et n'a pas voix au chapitre dans l'autogestion de sa commune.
En tant que chef de l'Office national de la police prussienne, chef de la police de Berlin et ministre prussien de l'Intérieur, Grzesinski, avec son secrétaire d'État Wilhelm Abegg, s'investit beaucoup dans la démocratisation de l'administration et de la police. Dans la préface d'un livre publié à l'occasion de l'exposition internationale de la police de Berlin en 1926, il parle, alors qu'il est encore commissaire de police, de la devise de la police qui est d'être l'ami, l'aide et le camarade de la population. Grzesinski est ainsi considéré, avec l'officier de police judiciaire berlinois Erich Liebermann von Sonnenberg (de) et de Carl Severing lui-même, comme l'un des initiateurs du slogan La police - votre ami et aide. Ce slogan sert de devise à l'exposition en question ("La police, votre ami et aide - S'il vous plaît, approchez-vous!"), mais il est également repris, sous une forme modifiée, dans le discours d'ouverture de Carl Severing. En 1937, Heinrich Himmler utilise ensuite le slogan dans une préface au livre "Die Polizei - einmal anders" (Franz-Eher-Verlag, Munich), d'Helmuth Koschorke (de).
En mars 1927, à l'instigation de Paul Löbe, il lève l'interdiction de parler d'Adolf Hitler, qui n'existe qu'en Prusse, en raison de « l'inefficacité des mesures régionales limitées ». Lorsque le 14 février 1928, lors de la journée de la Prusse du SPD, on demande la dissolution de la Prusse, il s'y opposea fermement, car cette demande ne vise qu'à éliminer la Prusse républicaine incommode.
En octobre 1928, Grzesinski est passager sur le dirigeable LZ 127 "Graf Zeppelin" lors de son premier voyage transatlantique.

### Combats de rue et démission

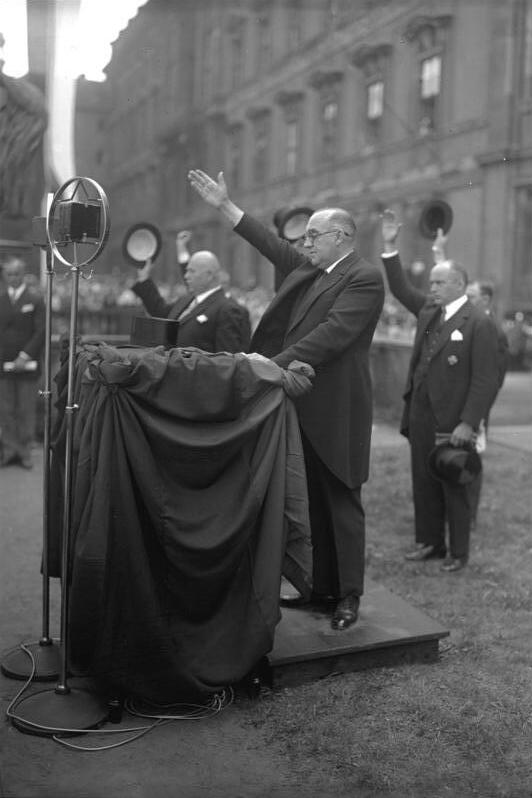
Albert Grzesinski lors de la célébration de la Constitution en 1929

En sa qualité de ministre de l'Intérieur, il est également de plus en plus impliqué dans les différends politiques intérieurs entre le KPD, le NSDAP et le Stahlhelm. Lorsque des combats de rue ont lieu à Berlin le 1er mai 1929, il soutient le commissaire de police Zörgiebel avec le ministre de l'Intérieur du Reich Severing. Ces journées sont entrées dans l'histoire comme le Mai sanglant. Le 3 mai 1929, il prononce l'interdiction de l'Union des combattants du front rouge (RFB) pour la Prusse.
En raison d'une affaire personnelle, il doit démissionner de son poste de ministre de l'Intérieur le 28 février 1930. Son successeur est Heinrich Waentig. Lorsque ce dernier démissionne le 22 octobre 1930, Grzesinski est nommé chef de la police de Berlin le 6 novembre 1930. Il occupe ce poste jusqu'au 20 juillet 1932. Il s'attire les moqueries et les critiques des nationaux-socialistes pour avoir, selon les mots de Joseph Goebbels le 23 février 1932 au Reichstag, "fait l'affront au leader de notre mouvement, qui incarne aujourd'hui environ 15 millions d'Allemands, de déclarer en public qu'il ne pouvait pas comprendre qu'Adolf Hitler n'ait pas été chassé d'Allemagne à coups de fouet pour chiens".
Au cours du Coup de Prusse, il est placé en garde à vue et n'est libéré qu'après s'être engagé par signature à ne plus effectuer d'actes officiels. Le gouvernement provisoire de Papen nomme Kurt Melcher (de), l'ancien chef de la police d'Essen, pour lui succéder.

### Émigration aux États-Unis
Grzesinski fuit les nationaux-socialistes en mars 1933, d'abord en Suisse puis en France. En août 1933, son nom figure sur la première liste d'expatriation du Reich allemand, avec 32 autres. Sous l'impression des conséquences de la dictature nazie, il commence à changer d'orientation politique. Il se présente donc à la commission internationale d'enquête à Londres du 14 au 18 septembre 1933 qui tente de clarifier le contexte de l'incendie du Reichstag. En 1934, il publie ses mémoires sous le titre La Tragi-Comédie de la République Allemande. Avec un autre livre de 1939 intitulé Inside Germany, il regrette de ne pas avoir combattu les ennemis de la République de Weimar avec assez de détermination.
Dans le Cercle Lutetia (1935-1937) à Paris, il participe à la tentative de création d'un front populaire contre la dictature hitlérienne. D'août 1936 à juillet 1937, il est président du Comité consultatif des réfugiés politiques allemands au ministère français de l'Intérieur. En juillet 1937, il émigre aux États-Unis et se rend à New York, où il travaille à nouveau comme métallurgiste. En 1938, il devient président de la Délégation allemande du travail (de), un groupe d'émigrés, et est le 2 mai 1944 membre fondateur du Conseil pour une Allemagne démocratique (de), pour lequel il est fortement attaqué par les membres de droite de la délégation travailliste allemande. Albert Grzesinski décède à New York en 1947.

## Publications
- Tausend Bilder : Grosse Polizei-Ausstellung Berlin 1926, gemeinsam herausgegeben mit Hans Emil Hirschfeld und Karl Vetter, Frankfurt/Main 1928.
- Verwaltungsarbeit im neuen Staat : (Vortrag), Verlag Gersbach & Sohn Berlin 1928.
- Wegweiser durch die Polizei : (Denkschrift) Berlin 1928.
- Im Zeppelin nach Amerika : Notizen aus dem Tagebuch des Preußisch. Ministers des Innern Albert Grzesinski, Verlag Gersbach & Sohn Berlin 1929.
- Das Beamtentum im neuen Staat; 2 Vorträge des preuß. Minister d. Innern u. Dr. Hans Völter, Vorstandsmitglied d. ADB, auf d. Mitteldt. Beamtentag in Magdeburg am 1. Dez. 1929, Allgemeiner deutscher Beamtenbund Berlin 1930.
- Der Polizeibeamte, gemeinsam herausg. mit Vorošilov, Kliment Efremovič, 1931.
- LA TRAGI-COMEDIE DE LA REPUBLIQUE ALLEMANDE 1934 PLON - Comédie.
- Inside Germany, Dutton Verlag New York 1939.
- Im Kampf um die deutsche Republik. Erinnerungen eines deutschen Sozialdemokraten (= Schriftenreihe der Stiftung Reichspräsident-Friedrich-Ebert-Gedenkstätte. Bd. 9). Herausgegeben von Eberhard Kolb. Oldenbourg, München 2001,  (ISBN 3-486-56591-5).
- Albert Grzesinski: Politische Reden 1919-1933. Herausgegeben von Dietfrid Krause-Vilmar (de). Reihe: Weimarer Schriften zur Politik. Franz Steiner Verlag. Stuttgart 2022